# Емец, Дмитрий Александрович
Дмитрий Александрович Емец (род. 27 марта 1974) — российский писатель-фантаст, автор серий книг про Таню Гроттер, Мефодия Буслаева, Школу Ныряльщиков и некоторых других фантастических персонажей.

## Биография
Родился 27 марта 1974 года в Москве. Вскоре родители перевезли сына на Камчатку, а в школу мальчик пошел уже в Москве. 
Отец — метеоролог, мать — журналистка. Кандидат филологических наук; в 22 года стал самым молодым членом Союза писателей. Написал такие сказочные и фантастические повести для детей, как: «Дракончик Пыхалка», «Приключения домовят», «Куклаваня и К°», «В когтях каменного века», «Охотники за привидениями», «Город динозавров», «Сердце пирата», «Тайна Звёздного странника» и др. Но наиболее широкую известность приобрели его книги о девочке-волшебнице Тане Гроттер, построенные по мотивам произведений Джоан Роулинг — «Таня Гроттер и магический контрабас», «Таня Гроттер и исчезающий этаж», «Таня Гроттер и Золотая Пиявка». Эта серия позиционировалась как пародия на серию книг о Гарри Поттере, но голландский суд постановил, что книги не являются пародией и нарушают авторские права Джоан Роулинг. После третьей книги пародирование прекратилось. Заключительная — четырнадцатая — часть серии вышла после четырёхлетнего перерыва, в 2012 году.
Формальным продолжением «Тани Гроттер» стал «Мефодий Буслаев», хотя на деле сюжеты серий были практически не связаны друг с другом. Новая серия вышла довольно масштабной и очень полюбилась читателям. Заключительная — девятнадцатая — часть серии вышла 16 июня 2016 года. Параллельно с работой над «Мефодием Буслаевым», весной 2010 года автор представил читателям первую книгу новой, совершенно оригинальной серии «Школа Ныряльщиков» для более старшего круга читателей. В 2015 году обратился к реализму и начал новую серию для читателей всех возрастов — «Моя большая семья», красочно повествующую о жизни многодетной семьи.
Дмитрий Емец создал также серию исторических портретов русских князей под названием «Заступники земли Русской», в которую вошли повести о Владимире Святом, Дмитрии Донском, Александре Невском, Владимире Мономахе, Ярославе Мудром, Андрее Боголюбском, изданные для Сретенского монастыря.
По книгам Емца издаются аудиокниги и компьютерные игры для ПК.
Писатель женат и воспитывает семерых детей. Проживает с семьёй в Москве. По вероисповеданию православный христианин. Монархист по политическим взглядам.

## Библиография

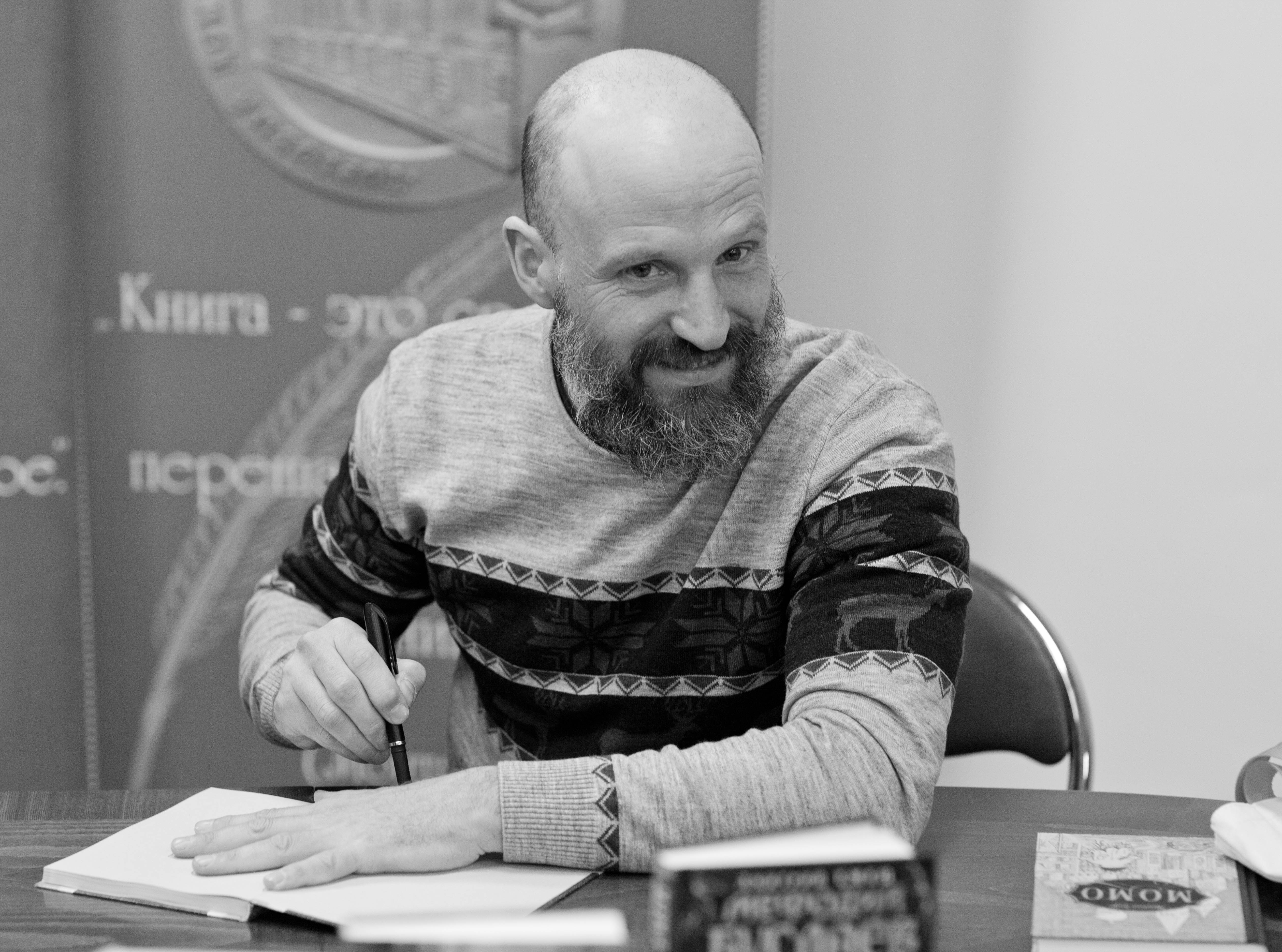
Дмитрий Емец ставит автограф, 2019

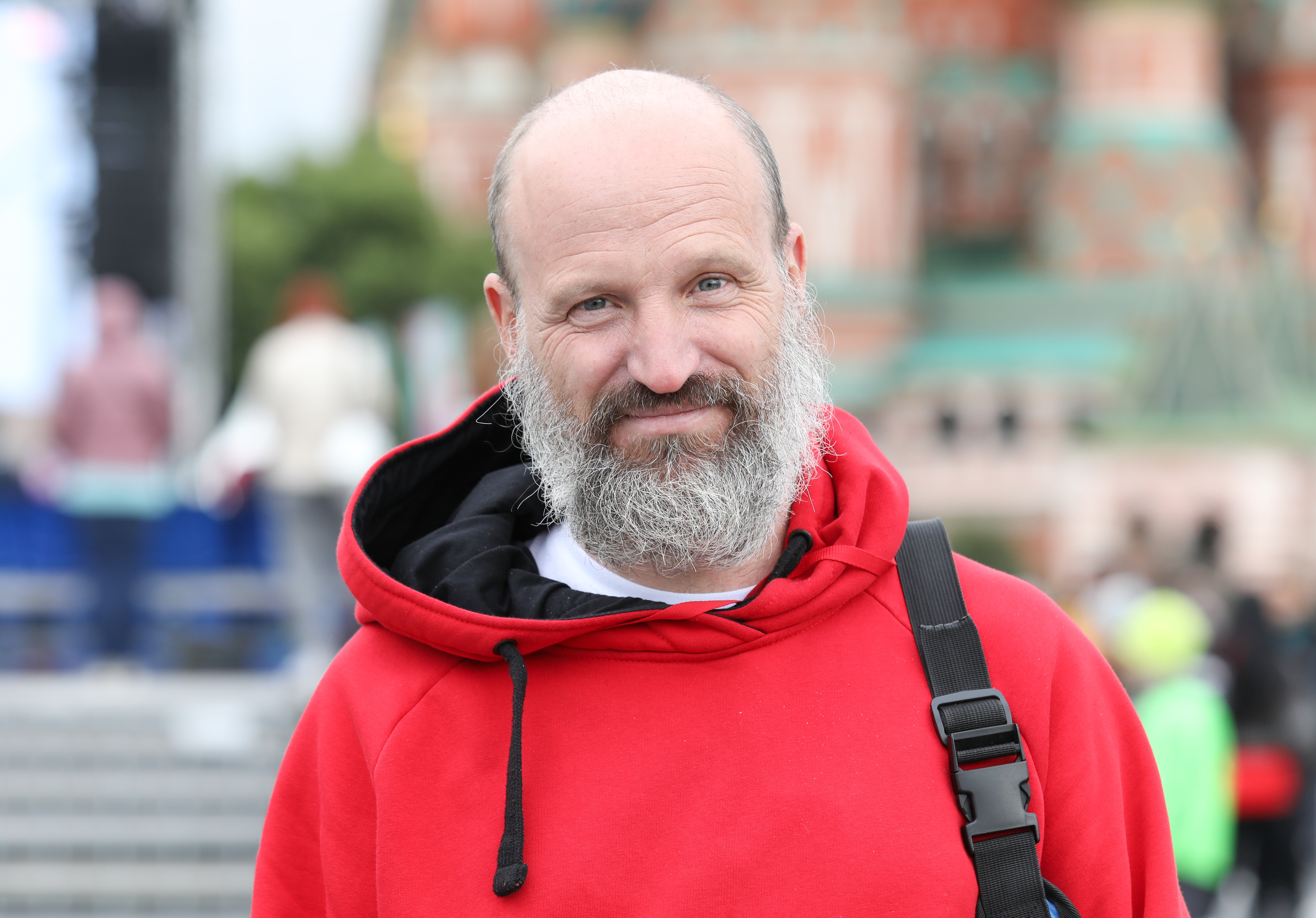
Дмитрий Емец на книжном фестивале «Красная площадь» - 2023

### Циклы произведений
«Космический пират Крокс»
1. Тайна «Звёздного странника» (1995)
2. Сердце пирата (1997)
3. Возвращение космического пирата (Гладиатор забытых созвездий) (1998)
4. Охота на пирата (Пират против всей галактики) (2000)

«Компьютер звёздной империи»
1. Компьютер звёздной империи (Планета чёрного императора) (1998)
2. Месть компьютера (Месть мёртвого императора) (1998)

«Мутантики»
1. Мутантики (1998)
2. Королева мутантиков (1998)
3. Сокровища мутантиков (1999)

«Страшилки»
1. Гроб на колёсиках (2001)
2. Юный граф Дракула (2001)

«Ужасные истории»
1. Замурованная мумия (2002)
2. Чёрная-чёрная простыня (2002)

«Таня Гроттер»
1. Магический контрабас (2002)
2. Исчезающий этаж (2002)
3. Золотая пиявка (2003)
4. Трон Древнира (2003)
5. Посох волхвов (2003)
6. Молот Перуна (2003)
7. Пенсне Ноя (2003)
8. Ботинки кентавра (2004)
9. Колодец Посейдона (2004)
10. Локон Афродиты (2005)
11. Перстень с жемчужиной (2006)
12. Проклятие некромага (2007)
13. Болтливый сфинкс (2008)
14. Птица титанов (2012) — финальная книга серии
15. Таня Гроттер и полный Тибидохс! Фразочки, цитатки и афоризмы (сборник) (2013)
16. Миры Тани Гроттер (сборник фанфиков) (2015)

«Мефодий Буслаев»
1. Маг полуночи (2004)
2. Свиток желаний (2005)
3. Третий всадник мрака (2005)
4. Билет на Лысую гору (2006)
5. Месть валькирий (2006)
6. Тайная магия Депресняка (2006)
7. Лёд и пламя Тартара (2007)
8. Первый эйдос (2007)
9. Светлые крылья для темного стража (2007)
10. Лестница в Эдем (2008)
11. Карта Хаоса (2008)
12. Ожерелье дриады (2009)
13. Стеклянный страж (2009)
14. Танец меча (2011)
15. Огненные врата (2011)
16. Книга семи дорог (2013)
17. Ладья света (2013)
18. Ошибка грифона (2015)
19. Самый лучший враг (2016) — финальная книга серии
20. Мефодий Буслаев. Стражи мрака зажигают! Фразочки, цитатки и афоризмы (сборник) (2017)

«ШНыр (Школа Ныряльщиков)»
1. Пегас, лев и кентавр (2010)
2. У входа нет выхода (2010)
3. Мост в чужую мечту (2011)
4. Стрекоза второго шанса (2012)
5. Муравьиный лабиринт (2013)
6. Череп со стрелой (2014)
7. Глоток огня (2015)
8. Седло для дракона (2017)
9. Цветок трех миров (2017)
10. Замороженный мир (2018)
11. Дверь на двушку (2020)
12. Сердце двушки (2021) — финальная книга серии

«Моя большая семья»
1. Бунт пупсиков (июнь 2015)
2. День карапузов (декабрь 2015)
3. Таинственный Ктототам (декабрь 2016)
4. Золото Скифов (июль 2018)
5. Похищение Пуха (декабрь 2018)

### Романы
- Вселенский Неудачник
- Таня Гроттер (серия романов)
- Мефодий Буслаев (серия романов)
- ШНыр (серия романов)
- В когтях каменного века (Звездолёт из каменного века) (1998)
- Город динозавров (1998)
- Повелители галактик (Пришельцы из холодильника) (2000)
- Колесница призраков (Охотники за привидениями)
- Инопланетянин из бутылки
- Подарок из космоса
- С Новым Годом, Снеговик! (Ловушка для Кощея) (1999)
- Мальчик — вамп (Юный граф Дракула) (2001)
- Планета Черного Императора (Компьютер звёздной империи) (2000)
- Месть мертвого Императора (Месть компьютера)
- НЛО прибывает по расписанию (Пленники лазерного диска)
- Ягге и магия вуду (Гроб на колёсиках) (2001)
- Великое Нечто (2002)
- Галактический зверинец (Робот-сыщик) (2002)

### Повести и рассказы
| - Дракончик Пыхалка (1994) - Приключения домовят (1995) - Властелин пыли (1996) - Куклаваня и К° (1996) - Ловушка для Кощея (2000) - Ох уж эти родственники! (2001) - Охотники за привидениями (2001) - Влюбленная мясорубка (2002) - Калинычев (2002) - Нет ничего хуже джунглей! (2002) - Я все знаю (2002) - Paukus grusulicus (2004) - Андрей Боголюбский (2004) - Андрей Первозванный (2004) - Битва титанов (2004) - В лифте (2004) - Великий Спун и Спяк (2004) - Владимир Мономах (2004) - Водолаз (2004) - Военная хитрость (2004) - Волчонок (2004) - Всеволод Большое Гнездо (2004) - Гость из склепа (2004) - Дмитрий Донской (2004) - Дон Жуан де Мокренко (2004) - Древнейшие сказания о земле Русской (2004) - Дрессировщик (2004) - Дуэлянты (2004) - Жил-был Онегин (2004) - Инопланетяне (2004) | - Каникулы у тети (2004) - Каскадер (2004) - Клад (2004) - Князь Владимир (2004) - Князь Иван Данилович Калита (2004) - Колдун (2004) - Колена Иафетовы (2004) - Кот в мешке (2004) - Ледовое побоище (2004) - Летающая соковыжималка (2004) - Маскировка (2004) - Медведь (2004) - Не на жизнь, а насмерть (2004) - Новогоднее фото (2004) - Олимпионики (2004) - Подвиг во имя любви (2004) - Призраки (2004) - Примерный мальчик (2004) - Родственничек (2004) - Св. Александр Невский (2004) - Скифы (2004) - Странствующая мумия (2004) - Сыщики (2004) - Тайна из глубины веков (2004) - Ужасная ночь (2004) - Ученик сансэя (2004) - Хитрый манёвр (2004) - Ярослав Мудрый (2004) - Вселенский неудачник (2006) |

### Сборники
- Заступники земли Русской (2004)
- Король хитрости (2004)
- Таня Гроттер и полный Тибидохс! Фразочки, цитатки и афоризмы (2006)
- Мефодий Буслаев. Стражи мрака зажигают! Фразочки, цитатки и афоризмы (2007)

### Аудиокниги
- Дракончик Пыхалка
- Приключения домовят
- Куклаваня и К°
- Властелин пыли
- Город динозавров
- Древняя Русь. История в рассказах для школьников
- Серия «Космический пират Крокс» (Тайна «Звездного странника»; Сердце пирата)
- Серия «Компьютер звездной империи» (Компьютер звёздной империи; Месть компьютера)
- Серия «Филька Хитров и его друзья» (Инопланетяне; Не на жизнь, а на смерть)
- Заступники земли Русской (1-я часть: Андрей Боголюбский, Всеволод Большое Гнездо, Святой Александр Невский, Дмитрий Донской, Князь Иван Данилович Калита; 2-я часть: Путешествие Андрея Первозванного, Князь Владимир, Ярослав Мудрый, Владимир Мономах)
- Серия «Таня Гроттер» (все книги серии)
- Серия «Мефодий Буслаев» (все книги серии)
- Серия «ШНыр (Школа Ныряльщиков)» (все книги серии)
- Серия «Моя большая семья» (все книги серии)